# Ingelheim am Rhein

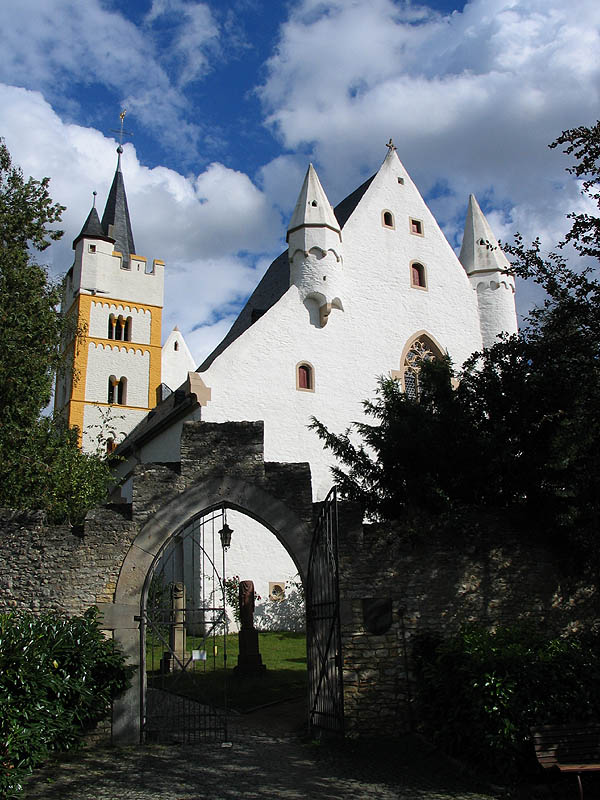
Église fortifiée à Ingelheim am Rhein.

Ingelheim am Rhein (sur le Rhin) est une ville allemande située sur la rive gauche du Rhin. Elle est la capitale de l'arrondissement de Mayence-Bingen dans l'État de Rhénanie-Palatinat. 
Ingelheim est connue pour être un des palais favoris de Charlemagne. La ville est aujourd'hui fameuse pour sa production de vin rouge. À l'automne a lieu la « Fête du vin rouge » avec l’élection de sa « reine des vins ». C'est aussi le siège de l'entreprise pharmaceutique Boehringer Ingelheim, qui compte plus de 50 000 employés.

## Toponymie
Ingilinhaim, Ingilinheim (782), Ingilenhaim, Engelheim, Hengilonheim, Engilonheim (822), Engilinheim (826), Hingilinheim (855), Ingilunheim (874), Ingulinheim (889), Ingelesheim (891), Ingelenheim (940), Ingilheim et Ingelnheim (1286).

Ingilenheim, Ingilinheim et Ingilunheim dans les Annales regni Francorum (IXe siècle).

Nom composé de Ingel, peut-être dérivé du nom d'homme germanique Ingo, et de heim (« maison, foyer »).

## Histoire
| Appartenances historiques Palatinat du Rhin 1376-1797 République cisrhénane (Mont-Tonnerre) 1797-1802 République française (Mont-Tonnerre) 1802-1804 Empire français (Mont-Tonnerre) 1804-1813 Grand-duché de Hesse 1816-1918 République de Weimar 1918-1933 Reich allemand 1933-1945 Allemagne occupée 1945-1949 Allemagne 1949-présent |

Une assemblée générale de l'empire carolingien à Ingelheim. Nominoë est nommé comte de Vannes après la mort de Morvan, vaincu par les troupes franques.
Au VIIIe siècle Charlemagne fit édifier une résidence d’été, appelée le Kaiserpfalz, à Ingelheim. On dit que c’était son idée de planter le cépage bourguignon à Ingelheim que l’on cultive encore aujourd’hui. Beaucoup d’édifices à Ingelheim évoquent le passé historique de la ville. Parmi eux sont la Burgkirche, une église fortifiée, de vieilles portes de la ville comme Uffhubtor, Heidesheimer Tor, Allegässer Tor et Ohrenbrückertor, ainsi que l’église Remigius dédiée à Remi de Reims avec sa tour romane. Dans son « récit de la vie de Charlemagne (Vita Caroli Magni) », le biographe, Eginhard (770 – 840), mentionne, outre Aix-la-Chapelle, uniquement Nimègue et Ingelheim comme étant des édifices magnifiques.
Louis le Pieux est mort le 20 juin 840 sur une île du Rhin, mais il fut enterré dans l’église de Saint Arnulf à Metz où repose également sa mère Hildegard. Le démembrement de l’empire par le Traité de Verdun octroie la province de Worms – et donc Ingelheim – à Louis le Germanique. Pendant le Moyen Âge, l'importance de Ingelheim disparaît. Dans les documents, il est dégradé à l’état d’une « cour royale ». Le moine Eginhard IV. du Saint-Gall, à l’époque directeur de l’école cathédrale de Mayence, relate l’une des dernières fêtes de Pâques impériales célébrée le 29 mars 1030 (donc sous Conrad II).
Henri de Bavière, chassé par les Lorrains, est impliqué dans une tentative d'assassinat contre son frère Otton Ier qui doit avoir lieu le jour de Pâques 941. Le complot est découvert, Otton fait enfermer son frère à Ingelheim et décapiter ses complices. Le comte Otton de Verdun est investi du duché de Lotharingie. Un synode des évêques de France, de Lotharingie et de Germanie est ouvert en 948 à Ingelheim (synode d'Ingelheim), présidé par le légat pontifical, Marin, en présence des rois Otton Ier et Louis IV. Hugues le Grand est condamné pour avoir envahi le territoire du roi de Francie Louis d'Outremer et Artaud confirmé définitivement comme archevêque de Reims. Les évêques danois de Slesvig, Ribe et Århus sont présents à Ingelheim.
Otton Ier, qui s'apprête à célébrer Pâques 953 à Ingelheim, échappe à une embuscade dressée par son fils Ludolphe de Souabe et Conrad le Roux révoltés contre lui. Il se rend à Mayence où l'archevêque Frédéric, qui fait partie de la conjuration, hésite à le faire entrer. Luidolphe et Conrad arrivent à leur tour à Mayence, déclarant qu'ils n'en veulent pas au roi mais à son frère Henri. Un accord est négocié avec la médiation de l'archevêque et le traité doit être ratifié à Aix-la-Chapelle pour Pâques.
Henri II de Bavière, venu célébrer Pâques 974 auprès de son neveu Otton II, est fait prisonnier. Il est enfermé à Ingelheim où il reste jusqu'au printemps 976. Le 5 février 996 Léon, légat du pape Jean XV convoque un concile à Ingelheim. Gerbert d'Aurillac y participe peut être. Au milieu de février, il se joint à la suite qui accompagne Otton III à Rome pour son couronnement.
Le 21 novembre 1043, l'empereur Henri III épouse Agnès d'Aquitaine à Ingelheim.
Sebastian Münster, l'auteur de la Cosmographia Universalis et recteur de l’université de Bâle, naquit en 1488 à Ingelheim.
Pendant le Blocus de Mayence, Merlin de Thionville avait son quartier-général à Ober-Ingelheim.

## Manifestations culturelles et festivités
- Ingelheimer Rotweinfest, la fête viticole et fête foraine centrale
- Eurofolk-Festival
- Fête du port du quartier Frei-Weinheim directe au bord du Rhin
- Les journées internationales, un engagement culturel et exposition artistique de Boehringer Ingelheim par François Lachenal

## Musées
- Musée près du palais impérial[8]

## Personnalités
- Anselm Franz von Ingelheim, archevêque et prince-électeur de Mayence.
- Multatuli, poète et écrivain néerlandais, y est mort.
- Marie-Louise de Leiningen-Dagsbourg-Falkenbourg (1729-1818), princesse née à Heidesheim am Rhein.
- Caroline-Félicitée de Leiningen-Dagsbourg (1734-1810), princesse née à Heidesheim am Rhein.
- Klaus Knopper (*1968) est le développeur principal de la distribution GNU/Linux Knoppix (Knopper's *nix) né à Ingelheim am Rhein.

## Jumelages
La ville d'Ingelheim am Rhein est jumelée avec :
- Autun (France) depuis le 19 mai 1963[10]
- Stevenage (Royaume-Uni) depuis le 28 septembre 1963
- Arrondissement de Friedrichshain-Kreuzberg (Allemagne) depuis 1971
- San Pietro in Cariano (Italie) depuis 1984
- Limbach-Oberfrohna (Allemagne) depuis 1990
- Nysa (Pologne) depuis 2002
- Haarlemmermeer (Pays-Bas)